# Kleinbahn Bad Zwischenahn–Edewechterdamm
| Kursbuchstrecke (DB): | 221f (1950)             |                                          |                                          |
| Kursbuchstrecke: | 221c (1944) 221c (1946) |                                          |                                          |
| Streckenlänge: | 12,2 km                 |                                          |                                          |
| Spurweite: | 1435 mm (Normalspur)    |                                          |                                          |
| |                         |                                          |                                          |
| \| \| \| von Leer (Ostfriesland) (Leer–Oldenburg) \| \| \| \| 0,0 \| Bad Zwischenahn \| Bad Zwischenahn \| \| \| \| nach Oldenburg (Leer–Oldenburg) \| \| \| \| 1,5 \| Specken \| Specken \| \| \| 3,4 \| Ekern \| Ekern \| \| \| 6,9 \| Edewecht \| Edewecht \| \| \| 8,6 \| Osterscheps \| Osterscheps \| \| \| 11,8 \| Agl Hafen Edewechterdamm \| Agl Hafen Edewechterdamm \| \| \| 12,2 \| Edewechterdamm \| Edewechterdamm \| \| \| \| Küstenkanal \| \| \| \| \| Hafen \| \| \| \| \| \| \| |                         |                                          |                                          |
| Strecke |                         | von Leer (Ostfriesland) (Leer–Oldenburg) | von Leer (Ostfriesland) (Leer–Oldenburg) |
| Bahnhof | 0,0                     | Bad Zwischenahn                          | Bad Zwischenahn                          |
| Abzweig ehemals geradeaus und nach links |                         | nach Oldenburg (Leer–Oldenburg)          | nach Oldenburg (Leer–Oldenburg)          |
| Haltepunkt / Haltestelle (Strecke außer Betrieb) | 1,5                     | Specken                                  | Specken                                  |
| Bahnhof (Strecke außer Betrieb) | 3,4                     | Ekern                                    | Ekern                                    |
| Bahnhof (Strecke außer Betrieb) | 6,9                     | Edewecht                                 | Edewecht                                 |
| Bahnhof (Strecke außer Betrieb) | 8,6                     | Osterscheps                              | Osterscheps                              |
| Strecke von links (außer Betrieb) · Abzweig geradeaus und nach rechts (Strecke außer Betrieb) | 11,8                    | Agl Hafen Edewechterdamm                 | Agl Hafen Edewechterdamm                 |
| Strecke (außer Betrieb) · Kopfbahnhof Streckenende (Strecke außer Betrieb) | 12,2                    | Edewechterdamm                           | Edewechterdamm                           |
| Brücke über Wasserlauf (Strecke außer Betrieb) |                         | Küstenkanal                              | Küstenkanal                              |
| Abzweig geradeaus und von links (Strecke außer Betrieb) · Dienststation / Betriebs- oder Güterbahnhof quer (Strecke außer Betrieb) |                         | Hafen                                    | Hafen                                    |
| |                         |                                          |                                          |

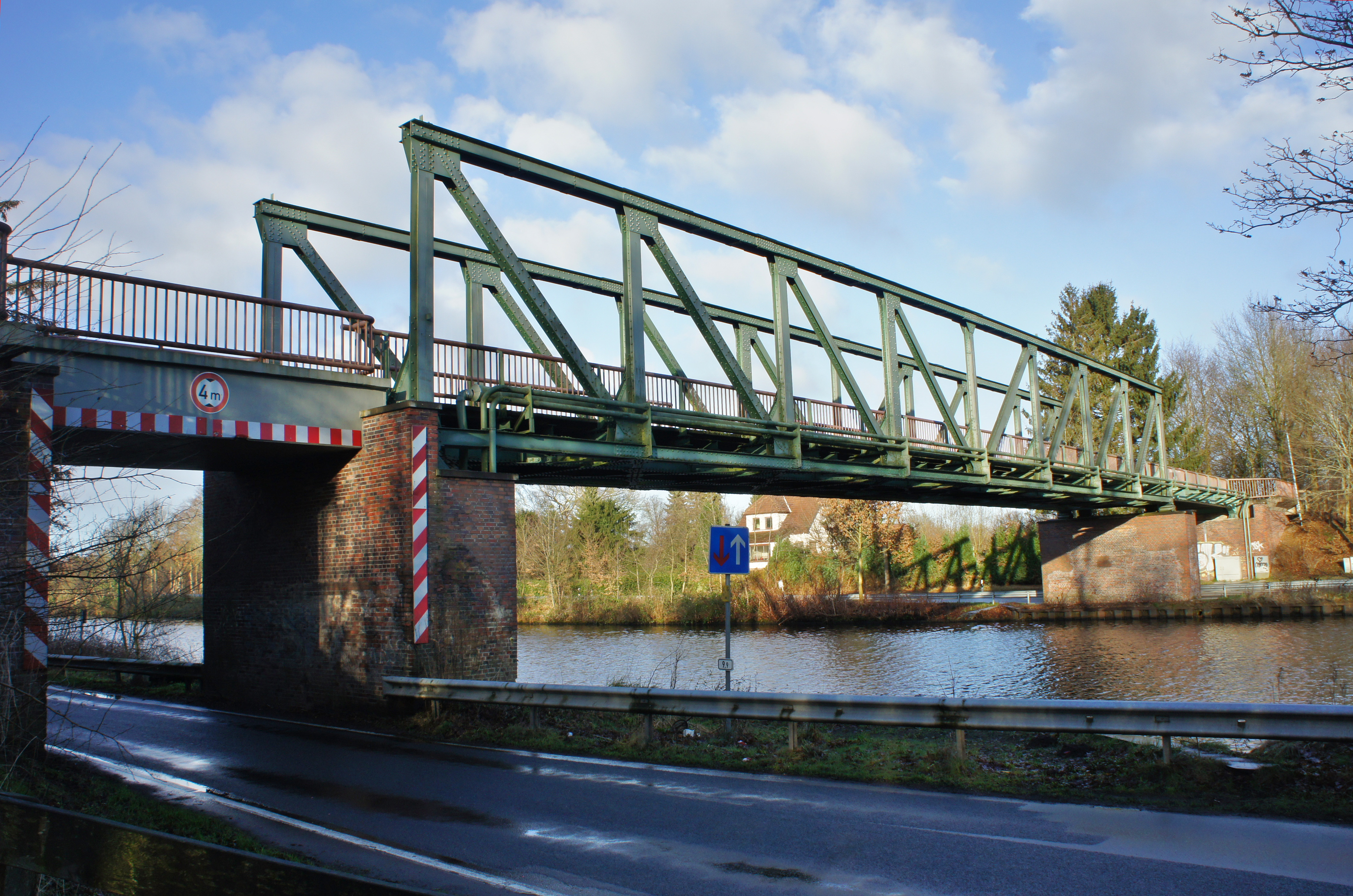
Bahnbrücke über den Küstenkanal (2014)

Die von 1912 bis 1991 bestehende Kleinbahn Bad Zwischenahn–Edewechterdamm gehörte der Gemeinde Edewecht im heutigen Landkreis Ammerland.

## Geschichte
Weil die Gemeinde Edewecht im damaligen Großherzogtum Oldenburg beim Bau der Eisenbahnen bis zum Beginn des zwanzigsten Jahrhunderts nicht an das Schienennetz angeschlossen worden war, bemühte sich der Gemeinderat seinerzeit um einen eigenen Anschluss an die Hauptbahn Oldenburg–Leer in Zwischenahn. Am 8. Januar 1910 genehmigte das Oldenburgische Staatsministerium den Bau.
Bau und Betrieb wurden von der Gemeinde der Großherzoglich Oldenburgischen Staatsbahn übertragen. Die Baukosten waren auf 429.000 Mark veranschlagt. Das Großherzogtum gab einen Zuschuss von 130.000 Mark, den Rest musste die Gemeinde selber finanzieren. Am 15. Dezember 1912 konnte auf der normalspurigen eingleisigen Bahn von sieben Kilometern Länge der Betrieb eröffnet werden. Sie sollte vor allem dem Abtransport von Torf, der damals auch als Brennstoff für Lokomotiven verwendet wurde, sowie der Beförderung von Vieh dienen.
Nach Ende des Ersten Weltkrieges wurde in den Jahren 1919 und 1920 die Trasse der Kleinbahn von Edewecht um fünf Kilometer bis in das Südedewechter Moor verlängert. Haupttreiber der Verlängerung waren neben den dort befindlichen Torfwerken auch das staatliche Siedlungsamt, welches die Moorflächen am Küstenkanal für Siedlungsaktivitäten erschließen wollte (heutige Ortschaften Süddorf und Husbäke). Am 20. Oktober 1920 erfolgte die offizielle Einweihung der Bahnstrecke, am 1. November wurde der Regelbetrieb aufgenommen. Einen Monat später wurde ein Gleis für Güterzüge über den Küstenkanal hinweg bis zur Verladestelle des Torfwerkes „Vehnemoor“ geführt. Anfangs fuhren die Züge über eine Klappbrücke, die 1926 infolge der Kanalverbreiterung durch die heute noch bestehende Hochbrücke ersetzt wurde. Unweit des damaligen Bahnhofs Edewechterdamm führte zusätzlich eine etwa 3 km lange Feldbahn zum Moorgut „Langenmoor“ (Resttrasse: heutiger Weg „Zur Kleinbahn“ in Süddorf).
Nach Gründung der Deutschen Reichsbahn übernahm diese die Betriebsführung, die 1949 auf die Deutsche Bundesbahn überging. 1977 übernahm die Gemeinde selbst die Betriebsführung ihrer Bahn. Das Gleisnetz wurde zwischenzeitlich um einen Werksanschluss in Süd-Edewecht und um eine Stichstrecke zu einer Querensteder Ziegelei erweitert, die jedoch mangels Auslastung bald wieder rückgebaut wurden.
Im Zweiten Weltkrieg wurde die Bahnstrecke gezielt von Bombern angegriffen, z. B. 1943. Gegen Ende des Kriegs gab es im Bereich der Bahnanlagen mehrere Tage heftige Kampfhandlungen, in denen die Brücke über den Küstenkanal, Teile der Gleisanlagen, die Bahnhöfe Osterscheps und Ekern total und das Edewechter Bahnhofsgebäude teilweise zerstört wurden. Nach Kriegsende wurde die Brücke in ihrer heutigen Form wieder aufgebaut. Bis zu deren Fertigstellung wurde der Kanal hier mit einer provisorischen Tragseilbrücke überspannt, die aber nur von kleinen Torfloks mit zwei Loren befahren wurde. Das eigentliche Verladen erfolgte dann auf dem Bahnhofsgelände.
Der stets schwache Personenverkehr endete am 13. Mai 1950, obwohl im Kursbuch für den Sommer 1950 noch eine Fahrplantabelle abgedruckt ist. Der letzte Fahrplan hatte werktags vier und sonntags zwei Zugpaare enthalten. Omnibusse der Kraftpost traten an die Stelle der Bahn. Trotz der offiziellen Stilllegung des Personenverkehrs fuhren bis zur Einstellung des Bahnbetriebs regelmäßig Personensonderzüge auf der Strecke. Zur Kosteneinsparung wurde ab den 1950er Jahren eigenes Betriebspersonal eingesetzt.
Der jahrzehntelang ertragreiche Güterverkehr blieb bis Ende der 1970er Jahre relativ stabil bei 50.000 t bis 65.000 t im Jahr. Erst in der Folgezeit nahm er bis auf 17.100 t 1986 ab und wurde am 30. September 1991 eingestellt, im letzten Betriebsjahr wurden noch einmal 37.800 t befördert. Die Gleisanlagen wurden abgebaut und an ihrer Stelle der Kleinbahn-Wanderweg angelegt. Auch ein Teil des Reiherwegs folgt dieser Strecke.

## Fahrzeuge
Bis 1958 waren Dampflokomotiven verschiedener Bauart im Einsatz. Die erste war eine bei Hanomag hergestellte zweiachsige Lok des Typs B n2t (Fabriknummer 6798), genannt EDEWECHT. 1918 erwarb man eine ebenfalls zweiachsige Lok Typ B n2t der Lokfabrik Hohenzollern (Lok 84, Baujahr 1890, Fabriknummer 580), genannt ZWISCHENAHN. Diese wurde 1925 ausgemustert und durch eine torfbefeuerte dreiachsige Lokomotive der Lokomotivfabrik Jung (Typ C 1’ h2t) ersetzt. 1938 wurde diese Lokomotive zunächst auf Kohlefeuerung umgestellt, 1948 in eine Nassdampflok (C 1’ n2t) umgebaut und 1959 verkauft. Als vierte dampfbetriebene Lokomotive wurde ab 1935 eine 1915 bei Henschel gebaute Lokomotive vom Typ 1’ C n2t (Baujahr 1915, Fabriknummer 13575) unter dem Namen Ammerland eingesetzt. Auch sie wurde 1959 verkauft.
Zu diesem Zeitpunkt hatte die Kleinbahn bei Jung (1958/12991) eine 340 PS starke Diesellok vom Typ R 30 C fabrikneu erworben und als Edewecht II eingestellt. Diese Diesellok wurde bis zum Ende des Kleinbahnbetriebs genutzt und 1991 an die Ahaus-Alstätter Eisenbahn verkauft. Dort lief sie bis etwa 2003 als Alstätte I. Danach gelangte sie  als VL II Norbert zur Hochwaldbahn in Hermeskeil, wo sie 2013 verschrottet wurde, nachdem sie schon länger defekt abgestellt war.

## Trivia
Im Jahre 1934 waren die Kleinbahn und der damalige Edewechter Bahnhof mit seiner Viehrampe Motive der volkstümlichen Kino-Komödie Krach um Jolanthe (Regie: Carl Froelich, nach dem gleichnamigen Bühnenstück von August Hinrichs).